# 歐洲病夫
歐洲病夫（Sick man of Europe），是19世纪以来对陷入经济困难或衰落中的欧洲国家之形容，最初即指鄂圖曼帝國，因为昔日曾強大一时的鄂圖曼帝國已無法恢復以前強盛的局面，而是持续走向衰落，被喻作「歐洲病夫」，与「亚洲病夫」（Sick man of Asia）相对应。但后来西方人亦用此词形容过很多欧洲主要国家，如20世紀70年代意大利，主要是因為它的經濟發展遲緩、政治鬆散及改革計畫問題叢生所致，德國也曾經在21世紀初被形容为歐洲病夫。蘇格蘭多次因健康因素而非經濟因素被稱為歐洲病夫。